# ده غلامان (بدخشان)
ده غلامان (به لاتین: Deh Gholaman) یک منطقهٔ مسکونی در افغانستان است که در ولسوالی واخان واقع شده‌است.